# 9306 Pittosporum
9306 Pittosporum (1987 CG) là một tiểu hành tinh vành đai chính được phát hiện ngày 2 tháng 2 năm 1987 bởi E. W. Elst ở Đài thiên văn Nam Âu.